# Lineares Depolarisationsverhältnis
Das lineare Depolarisationsverhältnis (englisch linear depolarization ratio, LDR) ist das Verhältnis von kreuz- zu co-polarisiert rückgestreuter Energie, und wird in dB angegeben. Der kreuzpolarisierte Anteil entsteht durch Depolarisation. Das LDR und andere polarimetrische Messgrößen dienen der Charakterisierung der rückstreuenden Objekte, etwa von Hydrometeoren beim polarimetrischen Radar oder LIDAR oder von Vegetation bei SAR. Für die Messung des Depolarisationsverhältnisses muss das Radar den sogenannten STAR-Mode (englisch Simultaneous Transmit And Receive) abschalten: das Radar darf also nicht gleichzeitig horizontal und vertikal polarisiert senden (und wäre somit im Fernfeld als +45° oder −45° polarisiert), sondern darf nur entweder horizontal oder vertikal polarisiert senden und muss gleichzeitig horizontal und vertikal polarisiert empfangen.
{\displaystyle L_{dr}={\frac {\langle \left|\sigma _{\bot }\right|^{2}\rangle }{\langle \left|\sigma _{\parallel }\right|^{2}\rangle }}}
{\displaystyle \mathrm {LDR} =10\log _{10}(L_{dr})}  
Darin sind die σ die auf die Polarisationsrichtung des gesendeten Impulses bezogenen Anteile des Streuquerschnitts für den Fall der Rückstreuung. Kreuzpolarisiert ({\displaystyle \bot }) bedeutet im Fall horizontal linear polarisiert sendender Niederschlagsradare vertikal linear polarisiert, während co-polarisiert ({\displaystyle \parallel }) in diesem Fall die horizontale Polarisationsrichtung meint. Die spitzen Klammern {\displaystyle \langle \,\rangle } bedeuten hier eine Mittelung über die Funktion der Größenverteilung und der Orientierungen der Hydrometeore.
Für sphärische Teilchen (z. B. sehr kleine Regentropfen) ist LDR = 0. Praktisch messbar sind Werte bis etwa −40 dB. Dieser Wert wird durch die praktisch unvollständige Isolation zwischen den beiden Empfangskanälen, im Wesentlichen zwischen den vertikal und horizontal polarisierten Antennenelementen, begrenzt. Vollständige Depolarisation kommt bei Düppelwolken vor. Da diese metallbedampften Glasfasern in Resonanzlänge fast ausschließlich in horizontaler Lage herabschweben, ist das reflektierte Radarsignal vollständig horizontal polarisiert. In diesem militärischen Spezialfall ist das vertikale lineare Depolarisationsverhältnis maximal (LDR bei vertikal polarisiert gesendet); das horizontale Depolarisationsverhältnis (LDR bei horizontal polarisiert gesendet) minimal.

## Einzelnachweis
1. ↑  Sergey Y. Matrosov: Depolarization Estimates from Linear H and V Measurements with Weather Radars Operating in Simultaneous Transmission–Simultaneous Receiving Mode. In: Journal of Atmospheric and Oceanic Technology. Band 21, S. 576 (Formel 6d) (online)